# Порета (Лука)
Порета је насеље у Италији у округу Лука, региону Тоскана.
Према процени из 2011. у насељу је живело 53 становника. Насеље се налази на надморској висини од 951 м.